# François Bournand
François Bournand, né Jean François Bournand le 25 juin 1853 à Paris (ancien 3e arrondissement) et mort à Paris 17e le 27 juin 1911, est un essayiste historique français antisémite. Il publia aussi sous le pseudonyme Jean de Ligneau.

## Biographie
Secrétaire particulier d'Édouard Drumont vers 1886, il tient la rubrique des faits divers dans La Libre Parole à la fin des années 1890. Avec Raphaël Viau, il collabore ensuite à La Tribune française (1902-1903) de Jules Guérin puis au Journal de la Dordogne.
Il fut également rédacteur en chef de la revue Le Dessin publiée par la Revue des beaux-arts. Il rédigea l'introduction du catalogue de l'Exposition internationale de blanc et noir en 1885.

## Publications
- Les Russes Et La France, 1853.
- Tunisie et Tunisiens, Paris : Taffin-Lefort, 1853.
- Le Régiment des sapeurs pompiers de Paris, dessins et aquarelles de Charles Morel, A. Piaget, 1888 ; rééd. E. Genonceaux, 1891.
- Le Clergé Pendant La Guerre, 1870-1871, Tolra Éditeur, 1891.
- Trois Artistes Chrétiens : Michel-Ange, Raphaël Et Hip. Flandrin, Delhomme Et Briguet, 1892.
- Russes Et Français. Souvenirs Historiques Et Anecdotiques. 1051-1897, Librairie Charles Delagrave, 1898.
- Un Bienfaiteur De L'humanité : Pasteur, Sa Vie, Son Œuvre, Tolra, 1896.
- Précis De L'histoire De L'art, Jules Delalain et fils, 1883.
- Pages De La Charité (Les Chartreux, Les Sœurs, Les Frères De Saint-Jean De Dieu, Les Dames Du Calvaire), Eugène Ardant et Cie, prix Juteau-Duvigneaux de l’Académie française en 1911.
- Histoire Des Arts, Librairie Nationale d'éducation et de Récréation.
- Les Archevêques De Paris Au Xixe Siècle, Lesur Emile (Msg) et Bournand François J. Lefort.
- (Avec Raphaël Viau) Les Femmes d'Israël, Paris, A. Pierret, 1898.
- Au Drapeau, Delagrave, 1900.
- Pour La France. Récits Et Souvenirs Militaires, Librairie Nationale, 1901.
- Histoire De L'art Chrétien Des Origines A Nos Jours, 2 tomes, Bloud et Barral, Paris.
- À l’assaut du Pôle Sud : Voyages et aventures dans les régions antarctiques, 1599-1906, Limoges, Librairie Nationale, 1906   (Wikisource).
- Pour La France (Récits Et Souvenirs Militaires).
- Histoire Des Arts Décoratifs Et Industriels En France, 1900.
- Zouaves Et Turcos, Eugène Ardant et Cie.
- Histoire Des Arts, Librairie Nationale D'éducation et de Récréation.
- Le Général Duc d'Aumale.
- Trois Grandes Artistes. Elisabeth Vigée-Lebrun - Rosa Bonheur - Marie Bashkirtseff, Les Éditions Ardant, 1930.
- Les Archevêques de Paris au XIXe siècle, avec Émile Lesur, Lefort, 1896.
- Paris-Salon 1888, Par Les Procédés Phototypiques de E. Bernard & Cie. 1er et 2e vol., Bernard E. et Cie, 1888.
- Le Maréchal Canrobert, Sanard & Derangeon, 1897.
- Le Général Bourbaki, avec Alfred Mame, 1899.
- La Russie militaire, ill. d'Ernest Bouard, 1894.
- Histoire De La Franc-Maçonnerie Des Origines À La Fin De La Révolution Française, 1905.